# Los usurpadores
Los usurpadores es un libro de relatos del escritor Francisco Ayala publicado en 1949 en Buenos Aires por la editorial Sudamericana. Las narraciones, ambientadas en hechos de la historia de España, tienen como idea central la de que todo poder ejercido por el ser humano sobre su prójimo es siempre una usurpación. El volumen está compuesto por un “Prólogo redactado por un periodista y archivero, a petición del autor, su amigo” y los siguientes relatos: “San Juan de Dios”, “El Doliente”, “La campana de Huesca”, “Los impostores”, “El Hechizado”, “El inquisidor” (incluido desde 1969), “El abrazo” y “Diálogo de los muertos (Elegía española)”.

## Génesis de los textos
El mismo año de su llegada a Buenos Aires (1939), Francisco Ayala publica su primer texto de ficción tras una década de silencio narrativo: se trata de “Diálogo de los muertos”, publicado en el número 63 de la revista Sur. En 1943 aparece en el número 106 de la misma revista el relato “La campana de Huesca”. “El Hechizado” se había publicado exento en 1944 como número 8 de los Cuadernos de la Quimera de la editorial bonaerense Emecé. Para datar el resto de textos que componen Los usurpadores hay que guiarse por las fechas que aparecen en publicaciones posteriores: 
- “El abrazo” (1945).
- “El Doliente” (1946).
- “San Juan de Dios” (1947).
- “Los impostores” (1947).
- “Prólogo redactado por un periodista y archivero, a petición del autor, su amigo” (1948).

Un caso particular es el del relato “El Inquisidor” (1950), publicado en Cuadernos Americanos (volumen L, número 2, marzo-abril de 1950) e incorporado a Los usurpadores por primera vez en las Obras narrativas completas (1969), donde aparecía precedido de esta nota del autor: 

En 1950, después de publicado el volumen de Los usurpadores, escribí todavía una historia más, la de “El Inquisidor”, perteneciente a la misma vena, que yo había creído agotada, pero que aún dio ese fruto tardío. Ahora queda incorporada al ciclo donde corresponde.

## Temática e intención

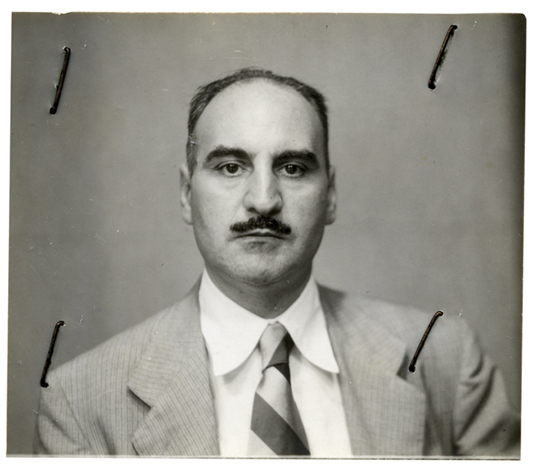
Francisco Ayala a principios de los años cincuenta.

El tema común a las novelas cortas que componen Los usurpadores lo indica el propio autor en el prólogo: 

Su tema central –común a todos los relatos– viene expresado ya en el título del volumen que los contiene, y pudiera formularse de esta manera: que el poder ejercido por el hombre sobre su prójimo es siempre una usurpación.

Para el crítico Keith Ellis, Los usurpadores trata sobre “el desconcertante ascendiente que tiene el poder en sí mismo y el uso que de él hace el hombre para explotar a los demás”.
Sobre la intención de la obra, Andrés Amorós apunta en su edición de Los usurpadores que “las narraciones históricas de Francisco Ayala [suponen] una vía para mejor comprender el presente [...]”, para a continuación precisar que “no es difícil percibir cuánto pesa sobre estos relatos históricos la experiencia reciente de la guerra civil española”. En su “Carta literaria a H. Rodríguez Alcalá”, publicada en 1964, Ayala expresa la intención que subyace al libro: 

Cuando, pasada mi juventud, volví yo a producir obras de imaginación, la experiencia que debía elaborar era la de la guerra civil española sobre el fondo de la Segunda Guerra Mundial. Si para elaborarla elegí por lo pronto episodios del pasado histórico fue, claro está, para tomar distancia frente a esa experiencia y procurar desentrañarla, es decir, objetivarla en formas artísticas.

El trasfondo biográfico e histórico de cada relato ha sido analizado por Carolyn Richmond en la introducción a su edición de Los usurpadores.

## El prólogo
Los usurpadores se abre con un “Prólogo redactado por un periodista y archivero, a petición del autor, su amigo”, firmado por F. de Paula A. G. Duarte y datado en la primavera de 1948 en Coimbra. Se trata de un “autoirónico juego literario” con claras influencias cervantinas y unamunianas, pues el citado bibliotecario no es otro que el propio Ayala, quien enmascara su identidad recurriendo a las partes menos conocidas de su nombre completo: Francisco de Paula Ayala García-Duarte. En palabras de Carolyn Richmond: 

El archivero y periodista resulta ser, así, un impostor que usurpa la personalidad de su creador al propio Ayala. La firma «F. de Paula A. G. Duarte» cubre una identidad diversificada en tres: la del autor de invenciones, inventor de los seis relatos; la del ensayista, cuyas ideas, según se ha visto, constituyen una especie de subtexto inspirador de estas ficciones; y, por último, la del sujeto humano: un español que se gana la vida como puede en Argentina dentro de las aflictivas circunstancias de exilio político y de la crisis internacional de aquel momento.

A través de este apócrifo, el autor presenta al lector la temática y estructura del volumen, la intención que subyace al conjunto de novelas cortas y algunas consideraciones generales sobre el lenguaje y el estilo de los textos. En un escrito coetáneo a la elaboración del prólogo, Ayala explica los motivos que lo llevaron a redactarlo:  

Sin embargo, sé que esas novelas están por encima de la opinión común y que –desde luego– pertenecen a un plano literario muy alto. Precisamente he escrito ese prólogo con el designio de decirle a la gente que el libro es bueno, que se fijen en esto, y en lo otro, y en lo de más allá; en fin, con ánimo de orientar al lector, para emplear una fórmula decente. Como no existe crítica, y la vida literaria es paupérrima, uno tiene que suplir a todo.

## Argumento de los relatos

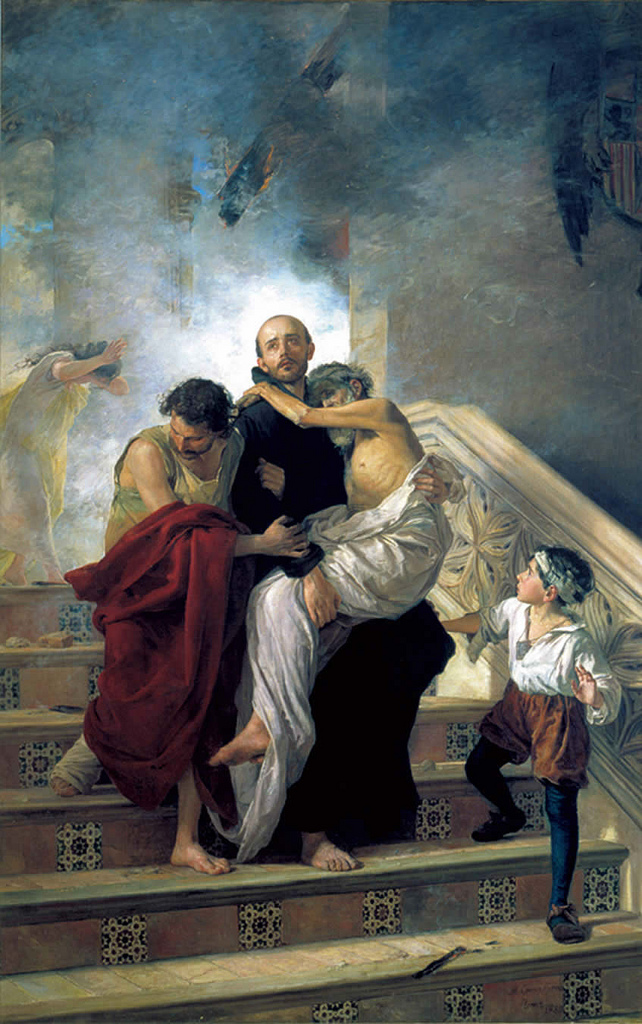
San Juan de Dios salvando a los enfermos de incendio del Hospital Real, Manuel Gómez-Moreno González (1880). Museo de Bellas Artes de Granada.

### San Juan de Dios
Tras su conversión, Juan de Dios se dedica a recolectar limosnas para poder fundar un hospital de pobres en Granada. Un día sufre una paliza a manos de un caballero al que había solicitado un donativo. Es auxiliado por un muchacho y una dama, doña Elvira. Posteriormente, Juan de Dios recibe la visita de Felipe Amor, el caballero que lo había agredido, y que, arrepentido, le cuenta el conflicto con su hermano Fernando a propósito de una dama, la misma doña Elvira. 

### El Doliente
El rey don Enrique ve cómo su enfermedad le impide el ejercicio del poder, lo que lleva a los nobles a usurpar su autoridad. Un breve periodo de recuperación de su vigor físico le permitirá, aunque sea momentáneamente, recobrar el poder y apresar a sus rivales, pero la vuelta de la decadencia física volverá a postrar al Doliente en la cama.

### La campana de Huesca
Don Ramiro, que vivía retirado en un monasterio, se ve obligado a ocupar el trono. Y aunque al principio parece aborrecer el poder, pronto recurrirá a la violencia extrema para conservarlo. 

### Los impostores
Un hombre se presenta en la corte portuguesa y dice ser el desaparecido rey don Sebastián, dado por muerto en la batalla de Alcazarquivir. Las dudas sobre su identidad son cada vez mayores. 

### El Hechizado
El indio González Lobo rememora desde su retiro en Mérida el viaje que lo llevó desde su Perú natal al Madrid de la corte del rey Carlos II. Sus intentos por ser recibido por el monarca se ven dificultados por un laberinto burocrático que, finalmente, conduce al protagonista al vacío del poder sobre el que se levanta el Estado.

### El Inquisidor
El rabino de Toledo abandona su religión y se convierte al cristianismo. Su celo y sus méritos como cristiano nuevo lo llevan a ser nombrado inquisidor; movido por su fanatismo, será implacable con todos aquellos que se alejen de la ortodoxia, en especial si se trata de judíos conversos. El conflicto salta cuando es su propia hija la que se enfrenta al inquisidor.

### El abrazo
Don Pedro el Cruel y su hermano don Enrique, hijos de Alfonso XI, luchan encarnizadamente por el trono de Castilla. Todos los actos de ambos tienen como única finalidad arrebatarse el poder. La disputa fratricida acabará en el singular abrazo que da título al relato. 

### Diálogo de los muertos (Elegía española)
Los muertos de la guerra civil dialogan en una llanura desierta y anegada por la lluvia. En un ambiente de desolación, de la tierra surgen voces hablando sobre sus propias muertes y sobre las secuelas del conflicto entre los vivos.

## Historia editorial

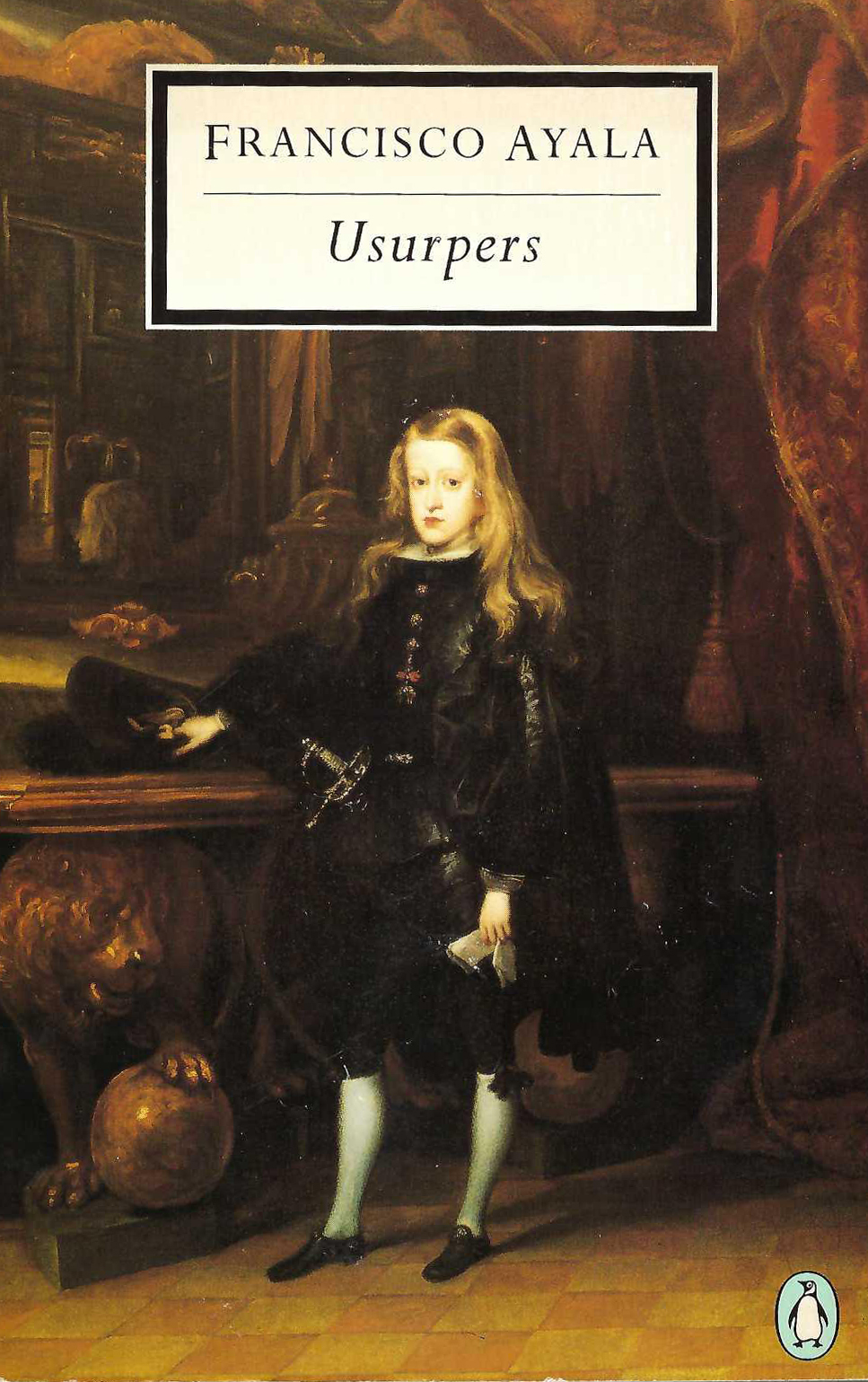
Edición en inglés de Los usurpadores. Penguin Books, 1996.

Los usurpadores fue publicado en 1949 en Buenos Aires por la editorial Sudamericana. Esa primera edición estaba compuesta por un prólogo (firmado por el autor, como se ha dicho, bajo el seudónimo de F. de Paula A. G. Duarte) y siete relatos. El libro no tuvo nuevas ediciones hasta que, en 1969, pasó a formar parte de Obras narrativas completas, donde aparecía por primera vez el relato “El Inquisidor”. El volumen donde se incluye por segunda vez, que salió en 1970 en la barcelonesa editorial Andorra con el mismo título general de Los usurpadores, incluía también dos textos más de Ayala: “El prodigio” y “El loco de fe y el pecador”, así como un poema de Max Aub y dos ensayos de Hugo Rodríguez Alcalá, además de un prólogo de Andrés Amorós. Al año siguiente, 1971, Seix Barral publicó una edición, ya sin esos apéndices, que puede considerarse definitiva en cuanto a los textos que forman el libro, dispuestos en el siguiente orden: 
- “Prólogo redactado por un periodista y archivero, a petición del autor, su amigo”.
- “San Juan de Dios”.
- “El Doliente”.
- “La campana de Huesca”.
- “Los impostores”.
- “El Hechizado”.
- “El Inquisidor”.
- “El abrazo”.
- “Diálogo de los muertos. Elegía española”.

Después de publicarse en un mismo volumen con La cabeza del cordero, en la colección Austral de Espasa-Calpe, en 1978, Los usurpadores se incorpora al catálogo de bolsillo de Alianza Editorial a partir de 1988. En 1992 apareció en la colección Letras Hispánicas de Cátedra una edición crítica a cargo de Carolyn Richmond, que rescata, como apéndices, el poema de Aub y “El loco de fe y el pecador”, junto a las palabras preliminares que el autor situó al frente de la edición de El Hechizado de 1944. Los usurpadores ha quedado recogido en el volumen I, Narrativa (2012), de las obras completas del autor publicadas por Galaxia Gutenberg / Círculo de Lectores. La última edición hasta el momento, que también incluye La cabeza del cordero, ha sido publicada por Alianza Editorial en 2020 dentro de la colección Biblioteca de autor de El libro de bolsillo. 

### Listado de ediciones
- Buenos Aires, Sudamericana, 1949.
- México, Aguilar, 1969. Incluido en Obras narrativas completas.
- Barcelona, Andorra, 1970. Prólogo de Andrés Amorós.
- Barcelona, Seix Barral, 1971.
- Madrid, Espasa-Calpe, 1978. Edición en un volumen con La cabeza del cordero; prólogo de Andrés Amorós.
- Madrid, Alianza (LB 1331), 1988.
- Madrid, Iberia, 1989.
- Madrid, Cátedra (LH 350), 1992. Edición de Carolyn Richmond.
- Madrid, Alianza (BA 0233), 1998.
- Madrid, Alianza (BA), 2020. Edición en un volumen con La cabeza del cordero. Epílogo de Carolyn Richmond.

Ha quedado recogido en Narrativa, volumen I de las Obras completas (Barcelona, Círculo de Lectores / Galaxia Gutenberg, 2012).

## Recepción y crítica
Según Carolyn Richmond, cabe distinguir dos épocas en la recepción de Los usurpadores por parte de la crítica: “la recepción inmediata a la primera edición, y la que corresponde a las sucesivas desde 1969 en adelante, conforme el autor iba reintegrándose a la vida literaria de su país”. No obstante, ya en su publicación exenta, algunos textos que posteriormente pasarían a formar parte de Los usurpadores llamaron la atención de la crítica. El caso más conocido fue el de la reseña de “El Hechizado” publicada por Jorge Luis Borges en 1944, en la que se refiere al relato como “uno de los cuentos más memorables de las literaturas hispánicas”. Entre los críticos y académicos que han estudiado Los usurpadores se puede destacar a Keith Ellis, José Ramón Marra-López, Estelle Irizarry, Andrés Amorós, Nelson R. Orringer y Carolyn Richmond.

## Traducciones
- Uzurpatorzy, trad. de Z. Wasitowa. Varsovia, Czytelnik, 1975.
- Usurpers, trad. de C. Richmond. Nueva York, Schoken, 1987; Penguin, 1996.
- Die Usurpatoren, trad. de P. Schwaar. Madrid, Iberia, 1989.
- Gli usurpatori, trad. de I. Bajini. Roma, Biblioteca del Vascello, 1995.
- Usurpatorerna, trad. de P. Landelius. Estocolmo, Tranan, 2011.